# Конткі (Штумський повіт)
Конткі (пол. Kątki) — село в Польщі, у гміні Старий Тарґ Штумського повіту Поморського воєводства.
Населення — 68 осіб (2011).
У 1975—1998 роках село належало до Ельблонзького воєводства.

## Демографія
Демографічна структура станом на 31 березня 2011 року:
|          | Загалом | Допрацездатний вік | Працездатний вік | Постпрацездатний вік |
| -------- | ------- | ------------------ | ---------------- | -------------------- |
| Чоловіки | 38      | 7                  | 28               | 3                    |
| Жінки    | 30      | 7                  | 18               | 5                    |
| Разом    | 68      | 14                 | 46               | 8                    |